# Andersdal
Andersdal est une localité du comté de Troms, en Norvège.  Elle est située sur le côté est du Balsfjorden, près de la limite avec la kommune de Balsfjord, à environ 45 kilomètres en voiture du centre de Tromsø (16 km à vol d'oiseau).

## Géographie
Administrativement, Andersdal fait partie de la kommune de Tromsø.
Le village compte plusieurs fermes. En été, les moutons et les vaches paissent dans les champs d'Andersdal, ce qui permet d'éviter la prolifération de la forêt. La circonscription d'Andersdal comptait 76 habitants en 2015.
La route départementale 294 traverse le village.

## Activités
Andersdal est entourée d'une nature composée de montagnes, de rivières et de fjords. En été, il est possible de pêcher dans la rivière Andersdal, où l'on trouve de l'omble et de la truite. La rivière se jette dans le Balsfjord, et dans l'embouchure et ses environs, on peut se baigner et pratiquer d'autres activités nautiques en été. Les conditions sont bonnes pour la randonnée à Andersdal, en été comme en hiver. Les sommets sont nombreux : le Durmålstinden (altitide 1 061 m), le Gorzelvtinden (1 072 m), le Snymannen (1 196 m), l'Andersdaltinden (1 221 m), le Svartnestinden (1 214 m), le Tverrbotnfjellet (1 299 m), le Pernilsfjellet (1 212 m) et le Stortinden (1 320 m).